# 八戸地域大規模断水事故
八戸地域大規模断水事故（はちのへちいきだいきぼだんすいじこ）とは、2009年1月1日から1月6日まで青森県八戸市を含む周辺8自治体で発生した大規模断水事故である。

## 事故の概要
八戸地域大規模断水事故は、2009年1月1日から1月6日まで青森県八戸市、おいらせ町、南部町、五戸町、三戸町、六戸町、階上町、岩手県洋野町の8市町で発生した。この事故で1日と2日に最大92,600世帯が断水し、238,000人に影響を及ぼした。断水の原因は、青森県と八戸圏域水道企業団の調整不足により、八戸市を流れる馬淵川から汲み上げた水を、同市の白山浄水場に送るための導水管が破損し漏水したため、浄水用水供給が停止したことである。この事故で、広範囲に断水が発生したため、各地域に給水車54箇所派遣した他、青森県が自衛隊に対し災害派遣を要請して対処する事態になった。この断水が解消したのは、1月6日の早朝である。

## 事故の経緯と経過
2009年1月1日の早朝6時ごろ、八戸市を流れる馬淵川から白山浄水場へ送る導水管が八戸市坂牛で破損した。このため、浄水場への流入量が低下し、浄水場の導水ポンプが停止した。まもなく浄水処理が停止したため、同日正午過ぎに、八戸圏域水道企業団がマスメディアを通して断水について発表する。その後、午後4時から白山浄水場から各地に供給する白山配水低区系から順次断水となり、同日18時には完全に供給が停止した。蟹沢浄水場と三島浄水場の水系については無事であったため、断水とならなかった地区もあった。
この影響で、同日午後4時以降から八戸市、おいらせ町、五戸町、六戸町、南部町、三戸町、階上町の92,600世帯、238,000人が断水した。夕方から順次、断水地域に給水車を小学校などの各地域に配備した。同日午後8時15分、青森県が陸自第9師団に災害派遣要請した。
翌日1月2日午前10時に、破損した導水管の応急復旧工事完了し、馬淵川からの取水作業開始する。同日午後9時30分に、白山浄水場からの浄水処理再開した。
1月3日、白山浄水場に隣接する白山配水池から送・配水開始した。
1月4日、午前6時に白山浄水場に全ての配水地から配水が可能となったが、同日午後4時に水道水の需要過剰で白山配水地の水位が異常低下に陥ったため、八戸市南高台地区への水道水の流入が停止した。この影響で八戸市と階上町、岩手県洋野町の一部が断水した。
1月5日、水道供給を安定させるため、午前10時から午後4時まで白山配水池からの減圧給水措置を行う。同日午後10時、南高台・大山系への配水作業を開始する。
1月6日、早朝4時に全域で通水を完了し、終日断水は解消した。

## 事故調査委員会
- 2009年1月5日、導水管漏水事故調査委員会を八戸圏域水道企業団が設置した[1]。
- 委員は八戸工業大学教授・福士憲一、武蔵工業大学（現東京都市大学）教授・長岡裕、日本水道協会工務部長・田口靖、元八戸圏域水道企業団工務部長・細越勇など[1]。

## 断水事故の影響
- 八戸市周辺の初詣客が例年に比べ減少した[10]。
- 断水地域の一部のホテル･飲食店･小売店が臨時休業した。
- スーパーマーケットやホームセンターからポリタンクや、ミネラルウォータが相次いで売り切れになった。
- 断水で2つの自治体が新年祝賀会を中止した。
- 断水の影響で焼酎の水割り用の水がなくなった男性が、飲酒運転をしながら湧き水を汲みに行く途中に交通事故を起こし、同乗者が怪我をした。

## 参考
- 渇水、災害、事故等の状況 - 国土交通省
- 導水事故関連ニュース デーリー東北